# Estadio Cándido González
Estadio Cándido González – stadion baseballowy w Camagüey na Kubie, na którym swoje mecze rozgrywa zespół Toros de Camagüey, występujący w Serie Nacional de Béisbol. Pierwszy mecz odbył się na nim 26 grudnia 1965 roku. Może pomieścić 15 tysięcy widzów.